# Östanfors

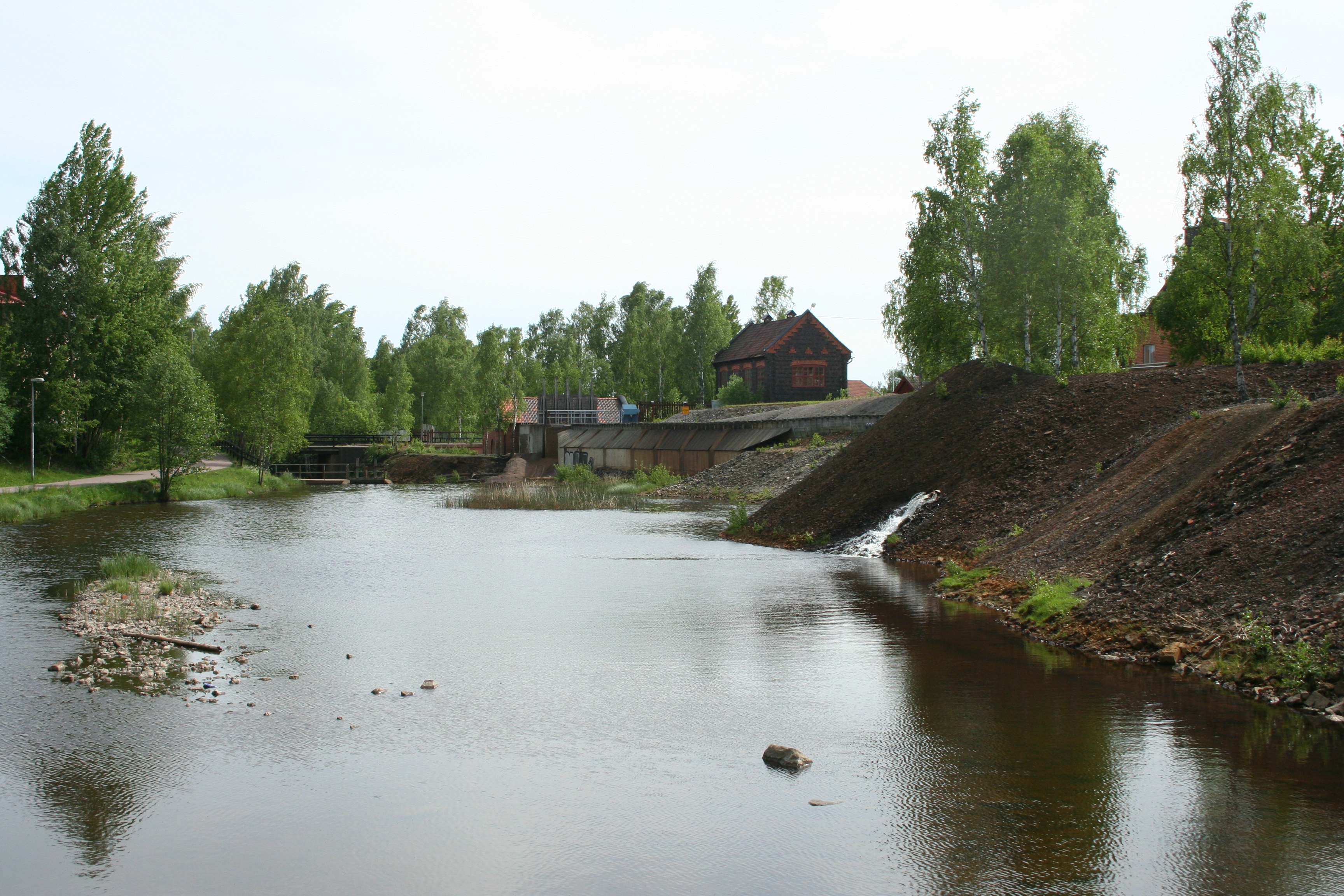
Faluån/Östanforsån norr om Södra Mariegatan

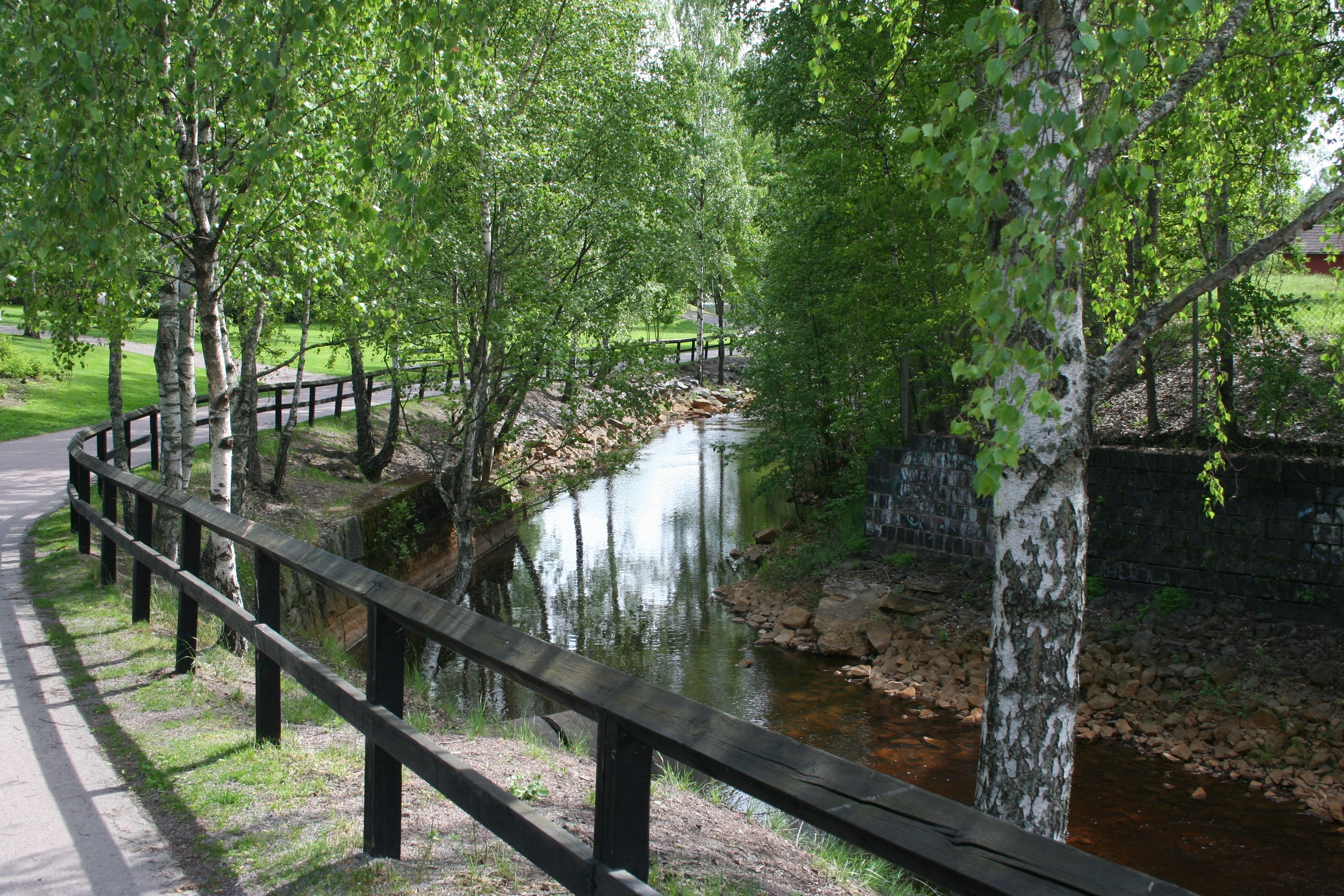
Faluån mellan Södra Mariegatan och Magasinsbron

Östanfors är en stadsdel i den gamla trästaden Falun och omtalas första gången år 1484 och var inte enbart gruvarbetarstadsdel, här bodde även en del småhantverkare. Under 1700-talet bosatte sig en rad bergsmän också i stadsdelen. Byggnaderna här är från 1600-talet och framåt.
Till skillnad från de andra gruvarbetarstadsdelarna så ligger Östanfors på stadens så kallade ljuvliga sida. Stadsdelen kallades förr i tiden även för Bjurs farstu eftersom när folk från Bjursås skulle in på marknad i Falun var Östanfors det första stället de kom till. Här fanns också stall där de kunde ställa in sina hästar.[källa behövs]